# دولت سوسیالیستی

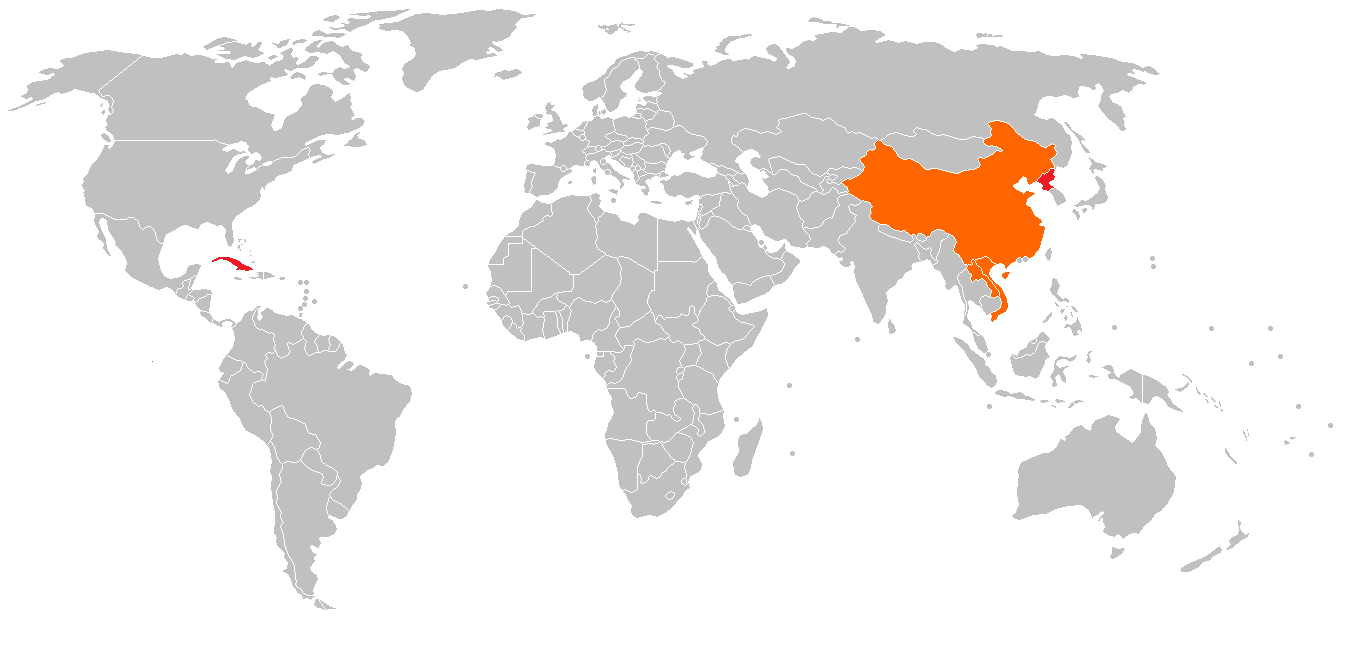
کشور های کاملاً سوسیالیستی (کوبا و کره شمالی)
کشور هایی که خود را سوسیالیستی مبتنی بر بازار اعلام می‌کنند، بدین معنا که اقتصاد بازار را حفظ کرده‌اند. (جمهوری خلق چین، لائوس و ویتنام)

نظام سوسیالیستی، جمهوری سوسیالیستی، کشور سوسیالیستی یا حکومت سوسیالیستی (به انگلیسی: Socialist state) که گاهی با عناوین حکومت کارگری یا جمهوری کارگری هم شناخته‌می‌شود، یک دولت مستقل است که بر طبق قانون اساسی متعهد به استقرار سوسیالیسم می‌باشد. اصطلاح دولت کمونیستی در غرب به‌صورت مترادف با آن به کار می‌رود، به‌ویژه هنگامی که به دولت‌های سوسیالیستی تک‌حزبی که توسط احزاب کمونیستی مارکسیست–لنینیست اداره می‌شوند و در روند ساخت سوسیالیسم و پیشرفت به سمت جامعه کمونیستی می‌روند، اشاره می‌شود. این کشورها هرگز خود را کمونیست و یا جامعه کمونیستی توصیف نمی‌کنند. علاوه بر این، تعدادی از کشورهایی که دولت سرمایه‌داری چندحزبی هستند در قوانین اساسی خود به سوسیالیسم پرداخته و به ساخت جامعه سوسیالیستی اشاره می‌‎کنند. بعضی هم با گنجاندن عباراتی نظیر جمهوری خلق یا جمهوری سوسیالیستی در نام کامل کشورشان سعی دارند خود را حکومتی بر مبنای سوسیالیسم بنامند اما این هنجارها لزوماً نشان‌دهنده ساختار و سیستم‌های سیاسی و اقتصادی این کشورها نیست. اکنون برخی از این کشورها شامل الجزایر، بنگلادش، گویان، هند، نپال، نیکاراگوئه، سری‌لانکا و تانزانیا می‌شوند.
ایده دولت سوسیالیستی از مفهوم گسترده‌تر سوسیالیسم دولتی ناشی می‌شود، دیدگاه سیاسی که طبقه کارگر برای استفاده از قدرت دولتی و سیاست دولت برای ایجاد یک سیستم اقتصادی و اجتماعی نیاز دارد. این ممکن است به معنای سیستمی باشد که در آن ابزار تولید، توزیع و مبادله ملی شده یا تحت مالکیت دولت باشد یا صرفاً سیستمی باشد که در آن ارزش‌های اجتماعی یا منافع کارگران اولویت اقتصادی دارند. با این حال، اندیشه کلی دولت سوسیالیستی عمدتاً توسط مارکسیست–لنینیست‌ها حمایت می‌شود و اکثر دولت‌های سوسیالیستی توسط احزاب سیاسی وابسته به مارکسیسم–لنینیسم یا برخی از انواع ملی آن مانند مائوئیسم، استالینیسم یا تیتوئیسم تأسیس شده‌اند. یک دولت، چه سوسیالیستی و چه غیر سوسیالیستی، بیش از همه مورد مخالفت آنارشیست‌ها قرار می‌گیرد، آن‌ها این ایده را رد می‌کنند که دولت می‌تواند برای ایجاد یک جامعه سوسیالیستی به‌دلیل ماهیت سلسله مراتبی و مسلماً اجباری آن استفاده شود و یک حکومت سوسیالیستی یا سوسیالیسم دولتی را یک مدل ضد و نقیض در نظر می‌گیرند. مفهوم دولت سوسیالیستی نیز توسط برخی از متفکران کلاسیک، مارکسیست‌های لیبرترین، مارکسیست‌های ارتدکس، سوسیالیست‌های لیبرترین و سایر متفکران سیاسی سوسیالیست که دولت مدرن را محصول جانبی سرمایه‌داری می‌دانند که هیچ کارکردی در یک سیستم سوسیالیستی ندارد، غیر ضروری یا معکوس تلقی‌کرده و آن را رد می‌کنند.
یک دولت سوسیالیستی را باید از یک دموکراسی لیبرال چندحزبی که توسط یک حزب سوسیالیست خودساخته اداره می‌شود و دولت طبق قانون اساسی ملزم به ساخت سوسیالیسم نیست. متمایز کرد. در چنین مواردی، نظام سیاسی و دستگاه حکومت به‌طور خاص برای پیگیری توسعه سوسیالیسم ساختاری ندارد. دولت‌های سوسیالیستی در مفهوم مارکسیستی–لنینیستی، دولت‌های مستقلی هستند که تحت کنترل یک حزب پیشتاز اند و توسعه اقتصادی، سیاسی و اجتماعی کشور را در جهت تحقق سوسیالیسم سازماندهی می‌کنند. از نظر اقتصادی، این امر مستلزم توسعه یک اقتصاد سرمایه‌داری دولتی با انباشت سرمایه تحت هدایت دولت با هدف بلندمدت و ایجاد نیروهای مولد کشور و همزمان ترویج کمونیسم جهانی است. دانشگاهیان، مفسران سیاسی و دیگر محققان تمایل دارند بین دولت‌های سوسیالیست اقتدارگرا و سوسیالیست دموکراتیک تمایز قائل شوند که اولی نماینده بلوک شرق و دومی نماینده کشورهای بلوک غرب است که به‌روش دموکراتیک توسط احزاب سوسیالیستی مانند بریتانیا، فرانسه، ایتالیا و به‌طور کلی سوسیال دموکراسی‌های غربی و غیره اداره می‌شدند.

## بررسی گزیده
نخستین حکومت سوسیالیستی جهان، جمهوری فدراتیو سوسیالیستی روسیه شوروی بود که در سال ۱۹۱۷ تأسیس شد. روسیه شوروی در سال ۱۹۲۲ با بلاروس شوروی، قفقاز جنوبی شوروی و اوکراین شوروی، یک اتحادیه واحد فدرال به نام اتحاد جماهیر شوروی سوسیالیستی را تشکیل دادند. اتحاد جماهیر شوروی خود را یک حکومت سوسیالیستی اعلام داشت و تعهد خود را به ایجاد یک اقتصاد سوسیالیستی در قانون اساسی ۱۹۳۶ و بعداً قانون اساسی ۱۹۷۷ اظهار نمود. اتحاد جماهیر شوروی توسط حزب کمونیست اتحاد جماهیر شوروی به‌عنوان یک دولت تک‌حزبی اداره می‌شد که ظاهراً دارای یک سازمان سانترالیسم دموکراتیک بود و تا زمان انحلال اتحاد جماهیر شوروی در ۲۶ دسامبر ۱۹۹۱، مارکسیسم–لنینیسم ایدئولوژی راهنمای رسمی آن باقی ماند. نظام‌های سیاسی این دولت‌های سوسیالیستی مارکسیست–لنینیست حول نقش مرکزی حزبی می‌چرخند که اقتدار نهایی را در اختیار دارد. از درون، حزب کمونیست نوعی دموکراسی به نام سانترالیسم دموکراتیک را اعمال می‌کرد.
در جریان بیست‌و‌دومین کنگره حزب کمونیست اتحاد جماهیر شوروی در سال ۱۹۶۱، نیکیتا خروشچف پایان ساخت سوسیالیستی را اظهار و هدف خوشبینانه دستیابی به کمونیسم در بیست سال را اعلام کرد. بلوک شرق یک بلوک سیاسی و اقتصادی از دولت‌های سوسیالیستی همسو با شوروی در اروپای شرقی و مرکزی بود که به مارکسیسم–لنینیسم، حکومت‌داری به سبک شوروی و برنامه‌ریزی اقتصادی در قالب نظام اداری–دستوری و اقتصاد دستوری پایبند بودند. از ساختار اقتصادی–اجتماعی چین به‌عنوان «سرمایه‌داری دولتی ملیت‌گرا» و از بلوک شرق—اروپای شرقی و جهان سوم—به‌عنوان «نظام‌های بوروکراتیک–اقتدارگرا» یاد می‌شود.
جمهوری خلق چین در ۱ اکتبر ۱۹۴۹ تأسیس گشت و در قانون اساسی ۱۹۸۲ خود را یک کشور سوسیالیستی اعلام داشت. جمهوری دموکراتیک خلق کره (کره شمالی) از زمان تأسیس تا اواسط سال ۱۹۵۰ به مارکسیسم–لنینیسم ارتدوکس پایبند بود، از این رو رهبر کره شمالی، کیم ایل سونگ، به دنبال توسعه تفسیری متمایز از ایدئولوژی کره موسوم به جوچه بود تا موقعیت خود را در حزب کارگران کره تثبیت کند. جوچه که در ابتدا به‌عنوان گونه‌ای از مارکسیسم–لنینیسم در نظر گرفته می‌شد، توسط پسر و جانشینش رهبر کره شمالی، کیم جونگ ایل، کاملاً متمایز اظهار گشت و در قانون اساسی ۱۹۷۲ کره شمالی به‌عنوان ایدئولوژی رسمی دولت پذیرفته شد. جوچه که در طول دهه‌های ۱۹۸۰ و ۱۹۹۰ توسعه یافته‌بود، شکاف‌های ایدئولوژیک مهمی با مارکسیسم–لنینیسم پدید آورد و در قانون اساسی سال ۱۹۹۲ کشور، تمام ارجاعات به مارکسیسم–لنینیسم و کمونیسم از مصالح دولتی و حزبی حذف شد. محققان با توجه به تقدم تبار خانوادگی، ملی‌گرایی بر تضاد طبقاتی، تمایز اجتماعی و سلسله‌مراتب بر جامعه بدون طبقه و مساوات‌خواهی، بر سر طبقه‌بندی جوچه امروزی اختلاف نظر دارند و آن را انحراف از اصول مارکسیستی–لنینیستی می‌دانند اما برخی آن را هنوز شکلی از مارکسیسم–لنینیسم می‌دانند که با ملی‌گرایی، بت‌سازی و الهه‌سازی دودمان کیم ترکیب شده‌است.
به‌طور مشابه، ارجاع مستقیم به کمونیسم در جمهوری دموکراتیک خلق لائوس در اسناد تأسیس آن گنجانده نشده‌است اما قدرت مستقیمی به حزب حاکم، حزب انقلابی خلق لائو اعطا می‌کند. مقدمه قانون اساسی جمهوری سوسیالیستی ویتنام بیان می‌کند که ویتنام تنها پس از اتحاد مجدد کشور تحت رهبری حزب کمونیست ویتنام در سال ۱۹۷۶ وارد مرحله گذار بین سرمایه‌داری و سوسیالیسم شده‌است. قانون اساسی ۱۹۲۲ جمهوری کوبا اظهار می‌دارد که نقش حزب کمونیست کوبا، هدایت تلاش مشترک در جهت اهداف و ساخت سوسیالیسم — و پیشرفت به‌سوی جامعه کمونیستی — است. قانون اساسی ۲۰۱۹ آن نیز هدف کار در جهت ساخت سوسیالیسم را حفظ کرده‌است.

### اشارات قانون اساسی به سوسیالیسم
برخی از کشورها در قوانین اساسی خود به سوسیالیسم اشاره می‌کنند که دولت‌های تک‌حزبی نیستند و مارکسیسم–لنینیسم و اقتصادهای برنامه‌ریزی‌شده را می‌پذیرند. در بیشتر موارد، این‌ها اشاره‌های قانون اساسی به ساختن یک جامعه سوسیالیستی و اصول سیاسی است که تأثیر چندانی بر ساختار و هدایت دستگاه‌های حکومتی و اقتصادی این کشورها ندارد. در مقدمه قانون اساسی ۱۹۷۶ پرتغال اذعان داشته شده‌است که یکی از اهداف دولت پرتغال هموارسازی «راه برای جامعه سوسیالیستی» است. کشورهایی به‌مثابه الجزایر، جمهوری دموکراتیک کنگو، هند و سری‌لانکا به‌طور مستقیم از واژه سوسیالیست در قوانین اساسی و نام رسمی خود استفاده کرده‌اند. کشورهایی هم به‌مانند کرواسی، مجارستان و لهستان در اسناد تأسیسی با اشاره به رژیم‌های گذشته خود مستقیماً «کمونیسم» را محکوم می‌کنند.
در این موارد، معنای مورد نظر از سوسیالیسم می‌تواند بسیار متفاوت باشد و گاهی اشارات قانون اساسی به سوسیالیسم از دوره‌های پیشین در تاریخ کشور به جا مانده‌است. در مورد بسیاری از کشورهای خاورمیانه به‌مانند جمال عبدالناصر و احزاب مختلف بعث، اصطلاح سوسیالیسم اغلب در اشاره به یک فلسفه ناسیونالیستی یا سوسیالیستی عربی که توسط رژیم‌های خاص پذیرفته شده‌بود، به کار می‌رفت. کشورهایی نظیر جمهوری دموکراتیک سوسیالیستی سری‌لانکا و جمهوری سوسیالیستی ویتنام از اصلاح سوسیالیست در نام رسمی خود استفاده کردند و از سوی دیگر کشورهایی مانند هند و پرتغال در نام رسمی خود به آن اشاره نمی‌کنند اما در قوانین اساسی خود به سوسیالیسم پرداخته‌اند. علاوه بر این، کشورهایی مانند بلاروس، کلمبیا، فرانسه، روسیه و اسپانیا از واژه متنوع دولت اجتماعی استفاده می‌کنند که معنای مبهم‌تری را بر جای می‌گذارد. در قوانین اساسی کرواسی، مجارستان و لهستان، رژیم‌های سوسیالیستی پیشین این کشورها به‌طور مستقیم محکوم شده‌اند. همچنین منطقه خودمختار روژاوا سوریه که تحت اصول کنفدرالیسم دموکراتیک عمل می‌کنند، به‌عنوان یک دولت سوسیالیستی در نظر گرفته شده‌است.

کشورهای کمونیستی به رنگ قرمز؛ اتحاد جماهیر شوروی در مقطعی معتقد بود که کشورهای نارنجی، به سمت سوسیالیسم حرکت می‌کنند و کشورهای زرد، در قانون اساسی، به سوسیالیسم اشاره دارند.